# Josef Fürst (Gastwirt)
Josef Fürst (* 16. März 1863 in Schliersee; † 12. Januar 1940 in Murnau am Staffelsee) war ein deutscher Buchdrucker, Zeitungsverleger und Gastwirt.

## Leben
Beim Miesbacher Anzeiger absolvierte er eine Ausbildung zum Buchdrucker und nahm schon im Miesbacher Raum rege am Vereinsleben Teil und war bei Vereinsgründungen beteiligt. Um etwa 1886 siedelte er mit einer Zwischenstation in Garmisch-Partenkirchen nach Murnau um. Dort wurde er Gemeinderatsmitglied, gründete den Staffelsee-Boten, der später Murnauer Tagblatt hieß und den er im Alter an seinen Sohn übergab. Außerdem nahm er auch dort viel am Vereinsleben der Gemeinde teil. Er war der Initiator der alten Turnhalle in Murnau, in der er dann selbst bei Theateraufführungen mitspielte. Darüber hinaus war er Initiator des Strandbadbaus der Marktgemeinde. Er hatte insgesamt mit seiner Frau Barbara vier Töchter (Barbara, Agnes, Josefine [genannt „Finni“], Aloisia [genannt „Luise“]) und drei Söhne. Die älteren beiden Söhne Josef und Karl starben im Ersten Weltkrieg.
Im Alter, ab 1920 bis 1928 ließ er in Murnau auf dem Dünaberg zunächst den großen Kaser, später den kleinen Kaser und als letzten Teil ein zusätzliches Gästehaus bauen. Im großen Kaser war die Gaststube. Auf alten Ansichtskarten ist der kleine Kaser zuweilen als „Almhütte“ bezeichnet und das Gästehaus als „Landhaus“. Dieses Ensemble der drei Gebäude wurde Fürst-Alm genannt und war zumindest zum Teil entworfen von Emanuel von Seidl. Die Fürst-Alm war lange Zeit ein beliebtes Lokal und hatte eine urig-originelle Ausstattung, unter anderem mit Bemalungen der Wände. Der Schriftsteller Ödön von Horváth besuchte während sein Murnauer Zeit öfter die Fürst-Alm und er verewigte diese und Josef Fürst in einem kurzen Text. Außerdem sind von Horváth schriftliche Erwähnungen der Fürst-Alm aus seiner persönlichen Korrespondenz bekannt.

## Ehrungen
- Nach ihm ist die Josef-Fürst-Straße in Murnau benannt.
- Ehrenvorstand des Turnvereins Murnau, dessen erster Vorstand er 37 Jahre, von 1891 bis 1928 war.[6]
- Ehrenvorsitzender des Gewerbevereins Murnau.